# Gedique Amade Paxá
Gedique Amade Paxá (em turco: Gedik Ahmet Paşa; m. Edirne, 18 de novembro de 1482) foi um grão-vizir do Império Otomano e comandante naval e do exército durante os reinados dos sultões Maomé II, o Conquistador e Bajazeto II.

## Vida
A ascendência de Gedique é praticamente desconhecida. Segundo algumas fontes, descendia de albaneses, enquanto que outras o apontam como descendente de sérvios. O facto de praticamente todas as construções por si empreendidas se situarem na Anatólia pode contrariar essas teses e alguns acreditam que a sua ascendência era greco-bizantina.
Como comandante do exército otomano, ele derrotou o último principado resistente à expansão otomana, o Beilhique da Caramânia. Os caramânidas tinham sido o beilhique mais forte da Anatólia durante quase 200 anos, inclusivamente mais forte que os otomanos no início da ascensão destes últimos. De certa forma, foram os sucessores do Sultanato Seljúcida de Rum, pela extensão dos territórios sob seu domínio, entre os quais se contava a cidade de Icônio, a antiga capital seljúcida. Neste sentido, a vitória de Gedique Amade Paxá sobre os caramânidas em 1471, conquistando o seu território e a costa mediterrânica à volta de Ermenek, Mennan e Silifke foi de enorme importância para o futuro dos otomanos.
Gedique Amade Paxá combateu também contra os venezianos no Mediterrâneo, e em 1475 foi enviado pelo sultão para ajudar o Canato da Crimeia contra as forças genovesas. Na Crimeia resgatou o cã Meñli I Giray às forças genovesas e conquistou Teodósia, Soldaia, Cembalo e outros castelos genoveses, bem como o Principado de Teodoro, com a sua capital Mangupe e as regiões costeiras da Crimeia. Como resultado desta sua campanha, a Crimeia e a Circássia passaram a estar sob forte influência otomana.
Em 1479, numa manobra audaciosa, o sultão Maomé II entregou-lhe o comando da Marinha Otomana no Mediterrâneo para que combatesse na guerra contra Milão e Nápoles. Durante esta campanha, Gedique Amade Paxá conquistou as ilhas de Santa Maura (Lêucade), Cefalónia e Zacinto. Por ter conquistado Constantinopla em 1453, Maomé II via-se a si próprio como herdeiro do Império Romano e considerou seriamente conquistar Itália para reunir os territórios romanos sob a sua dinastia. Como parte deste plano, Gedique, entretanto nomeado sanjaco bei (governador) de Vlora, na Albânia, foi enviado em 1480 com uma força naval para o "calcanhar" da Península Itálica (a parte mais meridional da Apúlia), após ter liderado uma tentativa falhada para conquistar Rodes aos Cavaleiros de São João. 

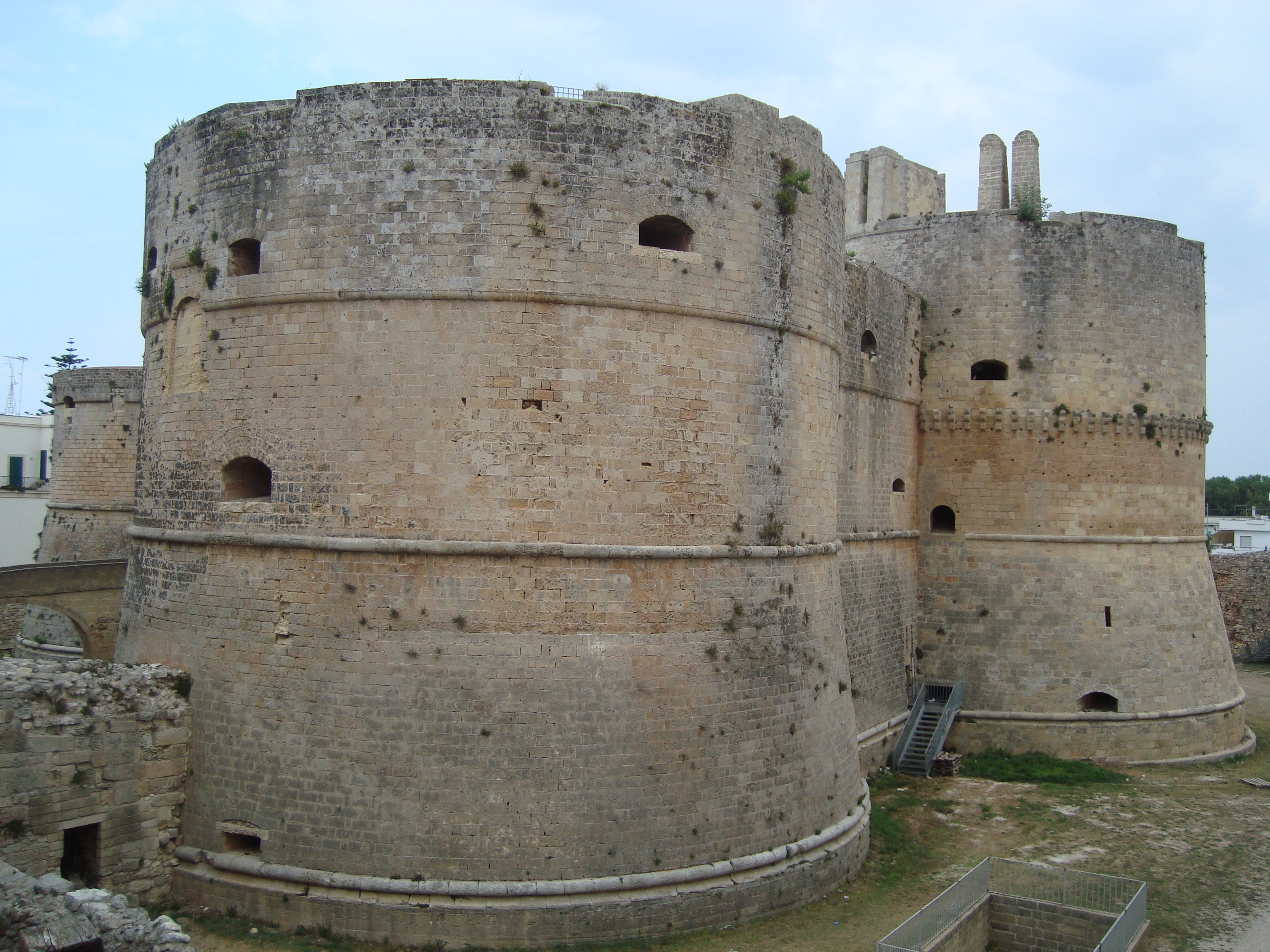
Fortaleza de Otranto

Embora não existam dados seguros, segundo as fontes disponíveis, a força militar turca comandada por Gedique enviada ao sul de Itália teria entre 70 e 200 navios e entre 18 a 100 mil homens. A cidade portuária de Otranto foi abandonada aos turcos pela sua guarnição e pelos habitantes em 29 de julho, tendo as tropas italianas retirado para a cidadela, onde capitularam a  12 de agosto de 1480. Após isso, as tropas otomanas puseram Vieste a ferro e fogo em finais de agosto, após um ataque marítimo com 70 navios. A devastação prosseguiu até outubro, tendo afetado as regiões de Lecce, Taranto e Brindisi. Em outubro Gedique Amade é forçado a retirar para a Albânia com a maior parte das suas tropas, devido principalmente à dificuldade de abastecer de mantimentos um exército tão numeroso, mas também devido à pressão crescente das tropas aragonesas financiadas por Florença e apoiadas ativamente pelo Papa Sisto IV, que proclamou uma cruzada contra os turcos.
Em 1 de março de 1481, as forças cristãs iniciaram o assédio para reconquistar Otranto, apoiadas por um formidável aparato militar. Gedique Amade preparava-se para acorrer em defesa da cidade, mas a morte de Maomé II a 4 de março fá-lo mudar de planos e em vez disso alinhou com Bajazeto II na luta deste pelo trono otomano. Apesar disso, Bajazeto não desconfiou de Gedique Amade e, tendo chamado a Constantinopla, ordenou a sua prisão. Gedique Amade Paxá morreu assassinado em Edirne por ordem de Bajazeto.